# Хумптруп
Хумптруп (њем. Humptrup) општина је у њемачкој савезној држави Шлезвиг-Холштајн. Једно је од 132 општинска средишта округа Нордфризланд. Према процјени из 2010. у општини је живјело 763 становника. Посједује регионалну шифру (AGS) 1054055.

## Географски и демографски подаци
Хумптруп се налази у савезној држави Шлезвиг-Холштајн у округу Нордфризланд. Општина се налази на надморској висини од 7 метара. Површина општине износи 17,0 km². У самом мјесту је, према процјени из 2010. године, живјело 763 становника. Просјечна густина становништва износи 45 становника/km².